# Francesco Albertini
Francesco Albertini (Firenze, 1469 circa – Roma, post 30 agosto 1510) è stato un antiquario italiano studioso di arte figurativa.

## Biografia
Non si sa molto di Francesco Albertini. Avrebbe studiato pittura col Ghirlandaio. Canonico della Basilica di San Lorenzo a Firenze si sarebbe recato a Roma come cappellano del cardinale Fazio Santoro.

## Scritti
Nel 1510 furono pubblicate tre sue opere: 
- Opusculum de mirabilibus novae & veteris urbis Romae, presso lo stampatore Iacopo Mazzocchi di Roma;
- Septem mirabilia orbis et urbis Romae et Florentinae, presso lo stampatore Iacopo Mazzocchi di Roma, un opuscolo dedicato al re Emanuele di Portogallo; e
- Memoriale di molte picture e statue sono nella inclyta cipta di Florentia, stampato a Firenze, generalmente considerato la prima guida di Firenze.

Scrisse altre opere di cui ci sono pervenuti i soli titoli:
- De Urbis stationibus et reliquiis (si tratterebbe di una guida alle stazioni della liturgia romana e alle reliquie contenute in Roma);
- De confessione;
- De modo recte vivendi:
- De sacramento;
- Expositio super orationem Dominicam et super salutationem angelicam;
- De musica;
- Opusculum sententiarum pontificum et sapientium;
- De significatione et expositione arboris palmae.